# An Cafe
Antic Cafe (アンティック-珈琲店- Antikku Kafe?), o simplemente An Cafe, es una banda de J-Rock perteneciente al estilo Oshare Kei (subcultura basada en el Visual Kei) originarios de Japón.
Son uno de los principales exponentes dentro del Oshare-kei, en general con música muy creativa. También son conocidos por sus novedosos estilos, y sus seguidores en general suelen optar por llevar este tipo de vestimentas alegres y coloridas (pero que no llegan al Decora).

## Historia

### Nacimiento / Amedama Rock (2003-2005)
En mayo, An Cafe fue creado por el guitarrista Bou, el vocalista Miku (ex Reverie) y el bajista Kanon. Más tarde se unió a ellos Teruki (ex Feathers-Blue) como baterista. Sus dos primeros demos fueron distribuidos a lo largo de este año. 
El 23 de febrero de 2004, lanzaron su primer Sencillo bajo Loop Ash Records: Candy Holic. El Sencillo debutó en el segundo lugar de las listas de Oricon Indies, agotándose rápidamente las 2000 copias que fueron editadas.
Su primera pequeña gira, llamada Koi no Cafe Sawagi, tuvo sólo cinco presentaciones en la Prefectura de Tokio. Desde ese momento, la banda se dedicó principalmente en darse a conocerse en vivo, más que de otra forma de acaparar público. 
Sus dos siguientes sencillos fueron √69 y Komou Cosmos, limitados a 5000 copias, para dar paso a su primer miniálbum Amedama Rock en febrero de 2005, limitado a 3000 copias. Este último debutó en el décimo puesto de las listas semanales de Álbumes indies de Oricon.
La primera colaboración junto a otra banda realizada por An Cafe en un disco fue para el lanzamiento Shelly Tic -Cafe-, donde mezclaron su música y estilo con el de la banda Shelly Trip Realize.

### Shikisai Moment (2005-2006)
En julio de 2005, iniciaron su campaña Harajuku Sanbusaku, también conocida como La Trilogía de Harajuku, que consistió en el lanzamiento de tres sencillos consecutivos: Tekesuta Kousen en el mes de julio; Escapism en agosto; Merry Making en septiembre. Los sencillos ocuparon los puestos segundo, cuarto y primero de Oricon Indies, respectivamente. 
La banda se hacía de mayor reconocimiento, lo que conllevó a que crearan su propio subsello en Loop Ash, llamado Red Café, con el cual lanzaron su primer Álbum original de estudio, Shikisai Moment, limitado a 10000 unidades. El Álbum alcanzó el trigésimo noveno puesto en la lista de Oricon regular y el cuarto en Oricon Indies.

### Magnya Carta (2006-2007)
Tan sólo dos meses después del lanzamiento de su segundo Álbum, lanzaron dos Maxi Singles, que contendrían dos de las canciones más famosas de la banda. 10's Collection March lanzada el 1 de marzo, y BondS ~Kizuna~ dos meses luego, 10 de mayo.
Bajo el proyecto NYAPPY Challenge One Two DON! lanzaron tres de sus trabajos de estudios en sólo tres meses, y que se han convertido en sus trabajos más exitosos. Con esto la banda ha ido escalando dentro de las listas de Oricon, siempre liderando las listas de música indie, pero incluso han ido llegando cada vez más lejos al interior de las listas de música en general peleando por puestos con bandas major que cuentan con grandes sellos que les sirven de apoyo en promoción y ventas. El primer disco lanzado fue el Sencillo Smile Ichiban Ii ♀ Onna del día 20 de septiembre, que ha llegado al Top 30 de las listas generales de Oricon, y Snow Scene del 18 de octubre, n.º 26 en las listas. Su tercer Álbum Magnya Carta del 11 de noviembre fue el último lanzamiento, que llegó al primer lugar de los Oricon Indies, y al Top 30 de las listas de música en general.
El éxito de la banda al interior de su país natal iba en aumento conforme lanzaban más trabajos, así como también gracias a sus presentaciones en vivo que atraen a miles de fanáticos. El año 2006 realizaron su primer concierto callejero bajo el nombre Yagai de NYAPPY -en español Nyappy al Aire Libre-, en donde lograron reunir a más de 7000 personas para escuchar tocar a la banda en el Shibuya Public Hall. Tras su filmación en agosto, en el mes de diciembre se lanzó en DVD.
En el 2007, un acontecimiento cambió la banda, uno de sus integrantes más querido por los fanes se graduaba de la banda por motivos aún desconocidos, Bou. Se informaría oficialmente su partida tras los rumores, y por motivo de su despedida un último concierto junto a él se daría, llamado HIBIYA ON ☆the☆ o NEW sekai, que sería lanzado el 2 de julio.

### Nueva Generación / Gokutama ROCK CAFE (2007-2008)
La búsqueda para un nuevo guitarrista -algo esencial para la banda- comenzó el 11 de mayo. Finalmente la espera terminó el 18 de mayo, cuando en el sitio oficial de la banda bajo el eslogan "AN CAFE next generation" se anunció la nueva alineación de la banda, donde no sólo se integraba un nuevo miembro para An Cafe en guitarra, Takuya, sino que también se integró un nuevo miembro en el teclado, Yuuki. Tras esto Sony Music Entertainment Japan se interesó en el potencial del grupo, y los contrató como artistas major.
El primer Sencillo de An Cafe con su nueva alineación, y su primer Sencillo major, titulado Kakusei Heroism ~THE HERO WITHOUT A "NAME"~, se lanzó el 4 de septiembre de 2007. Este tema se convirtió en la primera canción de la banda que sería utilizada para promocionar algo externo, que en este caso fue la serie de anime llamada Darker than black. El Sencillo se convierte en su trabajo más exitoso hasta la fecha, debutando en el puesto n.º 12 de las listas generales de Oricon.
El 7 de noviembre, la banda saca su segundo Sencillo major: Ryuusei Rocket, y el 27 de febrero de 2008 sale su tercer Sencillo: Cherry Saku Yuuki!!. Tan sólo dos meses más tarde, sale lo que sería su primer Álbum con la alineación actual, y como major, Gokutama ROCK CAFE.
Para el 27 de octubre anunciaron su primer e.p.: Ko Akuma Usagi no Koibumi to Machine Gun e.p., y durante el verano dieron su concierto ANCAFESTA'08 SUMMER DIVE, que sería lanzado en DVD en Navidad.

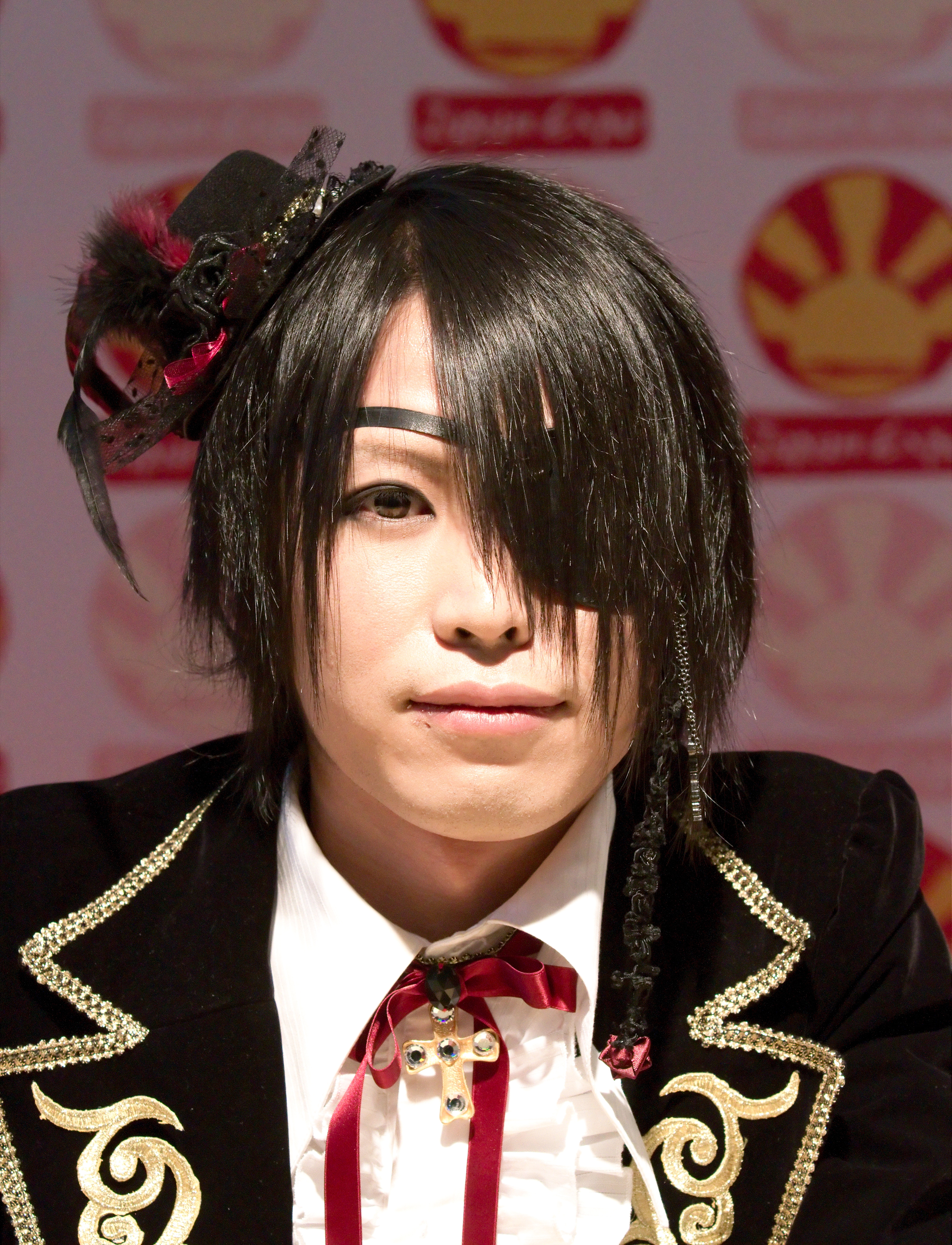
2010

### BB Parallel World (2009-2010)
A comienzos del 2009 la banda comienza su Gira "NYAPPY GO AROUND THE WORLD II - Harajuku Dance Rock Night-" en donde por segunda vez tienen shows en Europa, y por primera vez llegan a Hispanoamérica, y continúan haciendo fanes por todo el mundo. A su vez lanzaron su primer maxisencillo del año, AROMA.
Meses después dan dos grandes anuncios, el primero sería el lanzamiento de dos trabajos nuevos, incluyendo su cuarto Álbum, y el segundo, el más grande, el concierto que le prometieron a Bou que darían en el gran Nippon Budokan el 4 de enero de 2010. El cual será abierto por una serie de conciertos en Tokio durante todo este año y un nuevo PV en camino.
NATSU KOI★NATSU GAME sería lanzado el 5 de agosto como segundo maxisencillo para su Álbum prometido: BB Parallel World lanzado el 9 de septiembre.

### Pausa Indefinida (2010)
El 4 de enero de 2010, los miembros de la banda, anuncian una pausa a sus actividades, por primera vez desde que empezó la banda.
Miku, el vocalista, en su descanso crea una banda alternativa, llamada Lc5, anunciando en su Twitter que no podía dejar de cantar (eso no significa que dejara An Cafe).
Kanon, el bajista, crea un videojuego, Pinky Distortion, incluida la banda sonora, que está disponible para celulares, visitó en Nueva York el festival de anime y presentó el PV de Calendula Requiem junto con Kanon Wakeshima en un proyecto llamado Kanon x Kanon.
Teruki y Yuuki colaboraron con bandas con sus respectivos instrumentos, y Takuya participa tocando la guitarra en el sencillo debut del cantante Piko acompañándolo en su gira de conciertos en Europa.
También anuncian que su regreso será con el Summer Dive 20XX, y el 22 de agosto lanzaron su DVD del concierto de enero en el Nippon Budokan.

### Regreso / Hikagyaku ZiprocK (2012-2014)
Tras dos años, la banda anunció el fin de su receso. La banda transmitió un programa especial el 1 de abril, dada la fecha del anuncio los fanes pensaron que se trataba de una broma del April Fools Day. Cabe mencionar que esta noticia es real y ha sido confirmada por el mánager de la banda, que además anunció que en septiembre se llevará a cabo un evento especial que marcará el regreso de la banda a los escenarios. Entre los planes para celebrar el regreso de An Cafe, se encuentran una serie de lanzamientos, una gira por Japón y su tercera gira mundial. La corta transmisión a través de YATTAR JAPAN, contuvo algunos sketches cómicos entre los miembros. Al final de esta transmisión los fanes fueron dirigidos al nuevo sitio oficial de An Cafe, que en ese momento se actualizó con una nueva apariencia. Regresarían el día 8 o 9 de septiembre.
An Cafe anunció en su página oficial el lanzamiento en agosto de su nuevo miniálbum titulado Amazing Blue con 7 canciones y con el que pretendían volver al mundo de la música. En el 2013 lanzaron varios sencillos titulados: Bee Myself Bee Yourself en junio, Itai Onna en julio y en agosto ROMAN.
Para el 2014 lanzaron Mousou Mo Mou Sorosoro el cual llegó al cuarto lugar del Oricon en su primera semana a la venta. An Cafe realizó varios conciertos en Japón y en el extranjero, visitando Canadá en la convención Animethon, Brasil en la convención AnimeFriends y realizando un concierto en México el 20 de noviembre de 2014.

### Comienzo en Being (2015-actualidad)
En 2015 la banda cambia de discográfica y se unen a Being bajo el sobrenombre de White Cafe. El 26 de agosto de 2015 lanzan su primer sencillo major titulado Sennen DIVE en el que se aprecia a Yuuki sin peluca y sin gafas de sol, conteniendo además una nueva versión de su popular canción Smile Ichiban Ii Onna. Para finalizar el año en diciembre lanzan un sencillo especial navideño "Koi Suru Santa Claus"
El 16 de marzo de 2016 lanzan su segundo sencillo mayor "Jibun", canción que fue usada como ending para el animé Duel Masters VSR. Además incluye una nueva versión de Bonds ~Kizuna~. El 14 de septiembre del mismo año lanzan su tercer sencillo doble "Atsuku Nare/Ikiru Tame no 3byou Rule", siendo "Atsuku Nare" un cover de la popular canción de Maki Ohguro (1996). Y siendo ya costumbre de la banda, este sencillo incluye una nueva versión de Touhikairo.
El 22 de febrero de 2017 lanzan su primer major álbum "Laugh Song" conteniendo todos los sencillos lanzados desde 2015 en adelante, conteniendo además las versiones en inglés de Smile Ichiban Ii Onna y Atsuku Nare. El 4 de octubre del mismo año lanzan "Ikenai Mousou x Abunai Monster" con temática de Halloween.

### Tour por el 15.º Aniversario y anuncio de cese de actividades por tiempo indefinido
El 28 de marzo de 2018 lanzan su nuevo sencillo "Negaigoto wa 1tsu Sa" y el 5 de julio inician su gira por Japón LIVE CAFE TOUR 2018 "Ragnyarock" dando una noticia que sorprendería a los fanes de todo el mundo.
En la primera presentación de este tour anuncian su gira LIVE CAFE TOUR 2018 "Ragnyarock ~The last voyage~", la cual será la última gira con su formación actual. Los miembros Teruki (Batería), Kanon (Bajo), Takuya (Guitarra) y Yuuki (Teclado) abandonarán la banda luego de los conciertos del 5 y 6 de enero de 2019 titulados "LIVE CAFE 15th Anniversary GRAND FINALE" celebrando el 15 aniversario de la banda y quedando Miku como único miembro, dejando incierto el futuro de An Cafe como banda.

## Discografía

### Álbumes
1. Shikisai Moment (色彩モーメント?) (2005)
2. Magnya Carta (マグニャカルタ?) (2006)
3. Gokutama ROCK CAFE (極魂ROCK CAFE?) (2008)
4. BB Parallel World (BB パラレルワールド?) (2009)
5. Hikagyaku ZiprocK (非可逆Ziprock?) (2013)
6. Laugh Song (ラフ・ソング?) (2017)

### Miniálbumes
1. Amedama Rock (玉ロック?) (2005)
2. Amazing Blue (アメージングブルー?) (2012)

### Sencillos
1. Candy Holic (キャンデーホリック?) (2004)
2. √69 (√69?) (2004)
3. Komou Cosmos (孤妄?) (2004)
4. Karakuri Hitei (カラクリ否定?) (2005)
5. Tekesuta Kousen (テケスタ光線?) (2005)
6. Escapism (エスカピズム?) (2005)
7. Merry Making (メリメイキング?) (2005)
8. 10's Collection March (10s コレクション マァチ?) (2006)
9. BondS ~Kizuna~ (BondS ～絆～?) (2006)
10. Smile Ichiban Ii ♀ Onna (スマイル一番イイ♀?) (2006)
11. Snow Scene (スノーシーン?) (2006)
12. Kakusei Heroism ~THE HERO WITHOUT A "NAME"~ (覚醒ヒロイズム～THE HERO WITHOUT A "NAME"～?) (2007)
13. Ryuusei Rocket (流星ロケット?) (2007)
14. Cherry Saku Yuuki!! (Cherry 咲く勇気!!?) (2008)
15. Ko Akuma Usagi no Koibumi to Machine Gun e.p. (小悪魔USAGIの恋文とマシンガンe.p.?) (2008)
16. AROMA (AROMA?) (2009)
17. NATSU KOI★NATSU GAME (夏恋★夏GAME?) (2009)
18. Bee Myself Bee Yourself (Bee Myself Bee Yourself 〜自分らしく君らしく生まれたストーリーは始まってんだ〜?) (2013)
19. Itai Onna (イタイ女 〜NO PAIN, NO LOVE ? JAPAIN GIRLS in LOVE 〜?) (2013)
20. ROMAN (狼MAN ～ Let's make precious love ～?) (2013)
21. Mousou Mo Mou Sorosoro (モウソウモモウソロソロ?) (2014)

### Otros

#### Álbumes Compilatorios
- Best Of An Cafe (2009)
- Harajuku Dance Rock (Estados Unidos) (2009)
- BEST 2015-2018 (2018)

#### Demos
- OPU●NGU (オープ●ング?) (2003)
- Uzumaki Senshokutai (ウズマキ染色体?) (2003)
- Hatsu Koi (ハツコイ?) (2004)

#### Sencillos en Colaboración
- Shelly Tic -Cafe- (Shelly Tic -珈琲店-?) (2005)

### DVD
- Pv's - Like an cafe (10 de octubre de 2004) - RAIKA Cafe (10 de octubre de 2004)
- DVD-Live - LIVE CAFE 2005 12 03 at SHIBUYA O-EAST (3 de diciembre de 2005)
- DVD-Live - Yagai de nyappy (2 de agosto de 2006)
- DVD-Live - HIBIYA ON ☆the☆ o NEW sekai (2 de julio de 2007)
- DVD-Live - NYAPPY GO AROUND FEVER (25 de abril de 2008)
- DVD-Live - ANCAFESTA'08「SUMMER DIVE」(24 de diciembre de 2008)
- DVD-Live - LIVE CAFE・TOUR'08 NYAPPY GO AROUND THE WORLD (11 de marzo de 2009)
- DVD-Live - FINALE OF NYAPPY @ Tokyo Big Sight (4 de noviembre de 2009)
- DVD-Live - LIVE CAFE 2010 King of Harajuku Dance Rock Ikinari Nyappy Legend (22 de agosto de 2010)
- DVD-Live - ANCAFESTA'12「SUMMER DIVE」 (27 de marzo de 2013)

## Videografía
Del Mini Álbum "Amedama Rock"(2005)
- Odoru Meruhen Tokei

Del Álbum "Shikisai Moment" (2005)
- Wagamama Koushinkyoku
- Tekesuta Kousen
- Escapism
- Merry Making

Del Álbum "Magnya Carta" (2006)
- Maple Gunman
- BondS ~Kizuna~
- Smile Ichiban Ii ♀ Onna
- Snow Scene

Del Álbum "Gokutama Rock Cafe" (2008)
- Kakusei Heroism
- Ryuusei Rocket
- Cherry Saku Yuuki!!

Del Álbum "BB Parallel World" (2009)
- MY ♥ LEAPS FOR "C"
- AROMA
- SUMMER DIVE
- NATSU KOI★NATSU GAME

Del DVD "LIVE CAFE 2010 King of Harajuku Dance Rock Ikinari Nyappy Legend" (2010)
- YOU

Del Mini Álbum "Amazing Blue" (2012)
- Amazing Blue

Del Álbum "Hikagyaku ZiprocK" (2013)
- Bee Myself Bee Yourself
- Itai Onna ~No PAIN No LOVE? JAPAIN GIRLS IN LOVE~
- ROMAN ~Let´s Make Precious Love~

Del Maxi Single "Mousou Mo Mou Sorosoro" (2014)
- Mousou Mo Mou Sorosoro
- Taiyou SUNSUN

Del álbum "Laugh Song" (2017)
- Sennen Dive
- JIBUN
- Ikiru Tame no 3byou Rule
- Atsuku Nare

Del Single "Ikenai Mousou x Abunai Monster" (2017)
- Ikenai Mousou x Abunai Monster

Del Single "Negaigoto wa 1tsu sa" (2018)
- Negaigoto wa 1tsu sa